# Juego de las siete familias

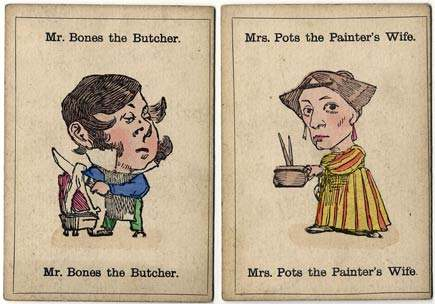
Cartas Happy Families

El juego de las siete familias, conocido también como las familias, es un juego de naipes principalmente destinado a los niños. Niños de cualquier edad pueden jugarlo. Inventado en Inglaterra en 1851 por la compañía Jaques of London, el juego se extendió más tarde a otros países. En España se hizo muy popular cuando a partir de 1965 la marca Heraclio Fournier lo introdujo con el nombre «Familias de 7 países» e ilustraciones del vitoriano José Luis López Fernández. Desde entonces se lo considera un clásico de los juegos infantiles de Heraclio Fournier.
En la variante española del juego los personajes de las cartas son los siguientes:
| Familia Mexicana | Familia China | Familia Bantú | Familia Esquimal |
| ---------------- | ------------- | ------------- | ---------------- |
| Hijo Mexicano    | Hijo Chino    | Hijo Bantú    | Hijo Esquimal    |
| Hija Mexicano    | Hija China    | Hija Bantú    | Hija Esquimal    |
| Madre Mexicana   | Madre China   | Madre Bantú   | Madre Esquimal   |
| Padre Mexicano   | Padre Chino   | Padre Bantú   | Padre Esquimal   |
| Abuela Mexicana  | Abuela China  | Abuela Bantú  | Abuela Esquimal  |
| Abuelo Mexicano  | Abuelo Chino  | Abuelo Bantú  | Abuelo Esquimal  |

| Familia Árabe | Familia India | Familia Tirolesa |
| ------------- | ------------- | ---------------- |
| Hijo Árabe    | Hijo Indio    | Hijo Tirolés     |
| Hija Árabe    | Hija India    | Hija Tirolesa    |
| Madre Árabe   | Madre India   | Madre Tirolesa   |
| Padre Árabe   | Padre Indio   | Padre Tirolés    |
| Abuela Árabe  | Abuela India  | Abuela Tirolesa  |
| Abuelo Árabe  | Abuelo Indio  | Abuelo Tirolés   |

## Instrucciones del juego de las familias
- De 2 a 6 jugadores
- A cada jugador se le reparten 7 cartas, dejando el montón en la mesa. Empieza un jugador preguntándole al que quiera del grupo si tiene la carta que él desea, y si la tiene, debe dársela y repite pidiendo una carta. Si no la tiene, coge una carta del montón; si es la que ha pedido, repite y si no, le toca al siguiente. En cuanto ha reunido una familia, la deposita en la mesa. El jugador que al terminarse las cartas del montón tiene más familias gana la partida de Las familias.
- Si un jugador no tiene un miembro de cualquier familia, por ejemplo tirolesa, no puede pedir una carta de esa familia, en este caso, tirolesa.

- Si un jugador falla al pedir un personaje,el siguiente jugador no podrá en ese turno pedir las cartas de vuelta.